# Лайтмотив
Лайтмотив е кратка, постоянно повтаряща се музикална фраза, свързана с определен човек, място или идея. Терминът произлиза от немското Leitmotiv, което се превежда като „водещ мотив“.
Такъв мотив обикновено е ясно отличим, за да може да запази идентичността си след евентуални модификации при следващи появи. Модификациите могат да бъдат по отношение на ритъма, хармонията, оркестрацията или съпровода. Възможно е комбинирането му с друг лайтмотив за създаване на нови драматични обстоятелства или развитие. Техниката се свързва най-вече с оперите на Рихард Вагнер, особено „Пръстенът на нибелунга“.
Лайтмотивът често е кратка мелодия, но може да е и акордова последователност или дори прост ритъм. Той може да спомогне за обединяването на творбата в едно цяло, както и да е позволи на композитора да направи връзка с дадена история без да използва думи или да добави допълнително ниво към вече настоящата история.
По подобен начин, терминът се използва за обозначаването на всякакъв вид повтаряща се тема или главна мисъл (независимо дали тя търпи трансформация) и в литературата.